# Lessivierung
Lessivierung (von französisch lessiver ‚auslaugen, auswaschen‘, von lateinisch lixivus ‚ausgelaugt‘) oder Tonverlagerung ist ein bodenbildender Prozess. Sie ist in der Bodenkunde auch unter dem Begriff Tondurchschlämmung bekannt. Es handelt sich dabei um die Verlagerung von feinsten Tonmineralteilchen (< 0,002 mm) in tiefere Bodenhorizonte. Dort angekommen bilden sie auf den dortigen Oberflächen einen Belag in der Form von Toncutanen (Tonhäutchen).
Die Lessivierung findet sich vor allem in Böden aus Löß oder Geschiebemergel. Lessivierte Böden werden in der deutschen Bodensystematik in der Klasse der Lessivés in die Bodentypen Parabraunerde und Fahlerde unterschieden. In der World Reference Base for Soil Resources handelt es sich – je nach den heutigen Nährstoffgehalten und ihrer Kationenaustauschkapazität – um Luvisole, Alisole oder Acrisole bzw., bei einem zungenförmigen Eingreifen des in diesem Fall sehr hellen Tonauswaschungshorizontes in den Bt-Horizont, um Albeluvisole.

## Ablauf
Der Prozess der Lessivierung umfasst mehrere Teilprozesse. Im Oberboden gehen die Tonteilchen durch die Peptisation im Sickerwasser in Suspension. Dies ist möglich, wenn der Anteil mehrwertiger positiv geladener Ionen im Sickerwasser gering ist, weil Tonminerale eine negative Oberflächenladung aufweisen und durch mehrwertige Kationen ausflocken. In der Regel wird dies nur bei Starkniederschlägen in erkennbarem Umfang geschehen. Die Suspension gelangt mit dem Sickerwasserstrom in tiefere Horizonte. Die Ausflockung wird hier durch höhere Nährstoff- und damit höhere Gehalte in der Regel von zweiwertigen Calcium- bzw. zweiwertigen Magnesiumionen hervorgerufen. Ein weiterer beteiligter Teilprozess ist im trockenen Unterboden das Eindringen des Transportmediums Wasser in die trockenen Bodenaggregate. Hierbei lagern sich die Tonteilchen an den Oberflächen der Bodenaggregate bzw. den Porenwänden ab, und es bildet sich mit der Zeit ein Tonanreicherungs-, Tonilluviations- oder Bt-Horizont. 
Die Lessivierung kann im Verlauf der Bodenentwicklung erst einsetzen, wenn der Kalk und die aus ihm stammenden Ca2+- und Mg2+-Ionen ausgewaschen sind, das heißt die erste Stufe der Bodenversauerung durchlaufen ist. Die Lessivierung bleibt so lange aktiv, bis die zunehmende Bodenversauerung zur Anwesenheit von Al3+-Ionen in der Bodenlösung im Oberboden führt. Entsprechend kann die Lessivierung in einem pH-Bereich zwischen etwa 6,5 und 5 ablaufen. Böden, in denen dieser pH-Bereich aufgrund von Kalkfreiheit, geringer Nährstoffgehalte, hoher Wasserdurchlässigkeit oder Lage in einem sehr niederschlagsreichen Klima schnell durchlaufen wird, bilden sich entsprechend keine morphologisch wahrnehmbaren tonangereicherten B-Horizonte aus.